# Gare d'Émerainville - Pontault-Combault
La gare d'Émerainville - Pontault-Combault  est une gare ferroviaire française de la ligne de Paris-Est à Mulhouse-Ville située sur le territoire de la commune d'Émerainville, dans le département de Seine-et-Marne, en région Île-de-France. Elle porte aussi le nom de la commune de Pontault-Combault dont le territoire s'étend au sud et à l'ouest du bâtiment voyageurs. Elle dessert l'un des quartiers de la ville nouvelle de Marne-la-Vallée.
Elle est mise en service en 1857 par la compagnie des chemins de fer de l'Est.
C'est une gare de la Société nationale des chemins de fer français (SNCF), desservie par les trains de la ligne E du RER.

## Situation ferroviaire
La gare d'Émerainville - Pontault-Combault, édifiée à 109 m d'altitude, est située au point kilométrique (PK) 27,224 de la ligne de Paris-Est à Mulhouse-Ville, entre la gare des Yvris-Noisy-le-Grand et la gare de Roissy-en-Brie.

## Histoire

### Évolution de la gare d'Émerainville
La compagnie des chemins de fer de l'Est met en service la station d'Émerainville lors de l'ouverture au service commercial, le 9 février 1857, de la section de Nogent - Le Perreux à Nangis. Cette section est ouverte avec une seule voie, la deuxième n'étant mise en service que le 23 avril, deux jours avant celle de la section suivante de Nangis à Flamboin le 25 avril 1857.
En 2000, le contrat de Plan État-Région Île-de-France inscrit le prolongement de la ligne E du RER de Villiers-sur-Marne à Tournan. Le 14 février 2002, le conseil d'administration du Syndicat des transports d'Île-de-France (STIF) approuve l'avant-projet. Le 14 décembre 2003, la ligne est débranchée, de son réseau historique la raccordant avec la gare de Paris-Est, pour se retrouver raccordée à la ligne E du RER qui aboutit à la gare souterraine d'Haussmann - Saint-Lazare. Outre les modifications concernant le trajet et les horaires, cette intégration dans le réseau RER est l'occasion d'une amélioration des services en gare. L'accès aux rames est facilité par un rehaussement des quais, qui passent de 0,55 m à 0,92 m. Des aménagements et équipements permettent l'amélioration de l'accessibilité des personnes à la mobilité réduite (PMR). Des écrans installés sur les quais permettent une information en temps réel.

### Embranchement de l'usine Menier à Noisiel
De 1883 à 1959, la gare fut l'origine d'une voie privée de chemin de fer à voie normale qui desservait la chocolaterie de l'entreprise Menier à Noisiel. Longue de 10 km, dont 1,6 km dans l'usine et comprenant un embranchement desservant la ferme du Buisson, elle était en totalité dans le domaine de la famille Menier, et était équipée de cinq passages à niveau.
La ligne disposait de trois machines à vapeur de type 030T, dont deux fournies en 1881 et 1884 par les usines de Graffenstaden, et la dernière par La Meuse en 1903. La vitesse des trains était limitée à 20 km/h le jour, 10 km/h la nuit. La ligne alimentait en matières premières l'usine, et servait à l'expédition des produits finis, notamment vers les entrepôts de la compagnie situés à Paris, rue d'Aubervilliers. Occasionnellement, la voiture-salon de la famille Menier y circulait, avant d'être attelée à un train régulier de la Compagnie de l'Est.

### Embranchement vers la zone industrielle Pariest
L'embranchement Menier est réaménagé par la suite, avec l'ajout d'une gare de triage à Émerainville et un prolongement vers l'est en voie unique, le long de l'autoroute A4, faisant le tour de l'aérodrome de Lognes-Émerainville pour atteindre la zone industrielle Pariest de Lognes. Cela représente un total de 7,5 km de voies, pour desservir les sociétés Seita et SEVM, représentant un trafic fret de 118 000 tonnes de marchandises par an. La ligne est abandonnée en 2005 alors que les deux industriels déplacent leurs centres d'activité et que Guermatex, filiale de la SNCF gérant la ligne, refuse de continuer à financer son entretien.

## Service des voyageurs

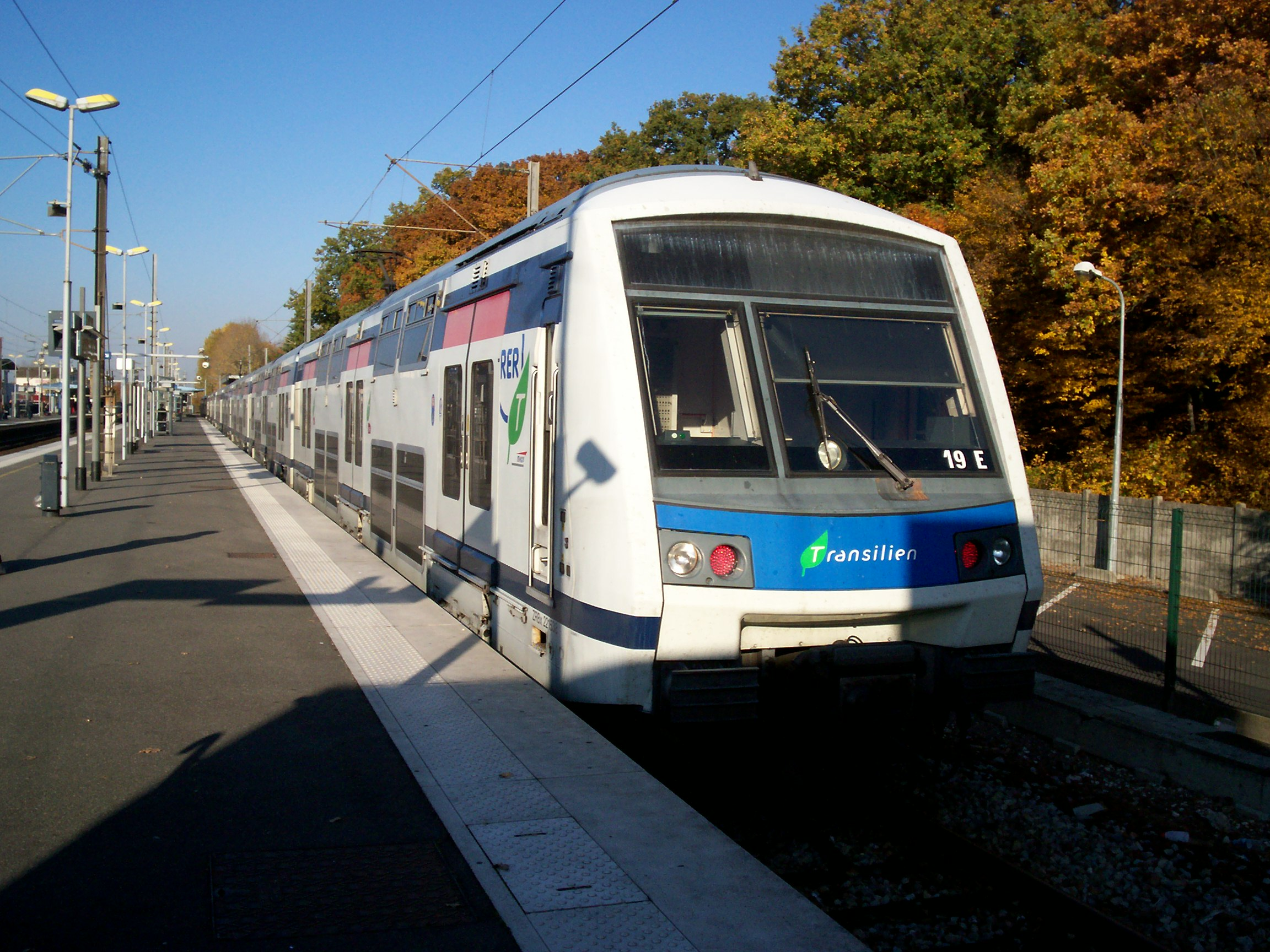
Rame Z 22500 vide à Émerainville - Pontault-Combault, en attente d'une mission pour Haussmann - Saint-Lazare.

### Accueil
Gare SNCF du réseau Transilien, elle offre divers services avec, notamment, une présence commerciale quotidienne du lundi au dimanche et des aménagements et services pour les personnes à mobilité réduite. Elle est équipée d'automates pour la vente des titres de transport (Transilien et Grandes Lignes) et du « système d'information sur les circulations de trains en temps réel ». Une boutique de presse est installée en gare, ainsi que divers services comme des distributeurs de boissons et friandises.

### Desserte
Sa desserte est assurée à raison (par sens) d'un train toutes les 30 minutes aux heures creuses et en soirée et de deux à quatre trains par heure aux heures de pointe. Plus de 45 trains par jour desservent la gare vers Haussmann - Saint-Lazare et 44 vers Tournan. En 2023, la fréquentation annuelle estimée par la SNCF est de 4 230 223 voyageurs.

### Intermodalité
Plusieurs parkings sont aménagés à proximité.
La gare est desservie par la ligne 432 du réseau de bus Marne et Seine, par la ligne 18 du réseau de bus Meaux et Ourcq, par les lignes 209 (à proximité, à l'arrêt Place de Beilstein) et 212 du réseau de bus RATP, par les lignes 421, A, B, C et D du réseau de bus Marne et Brie ainsi que, la nuit, par la ligne N142 du réseau de bus Noctilien.
À partir du 4 septembre 2023, le terminus de la ligne 2284 (anciennement 20e) du réseau de bus de Marne-la-Vallée est déplacé de la Place de Beilstein à la gare routière.

## Galerie de photographies

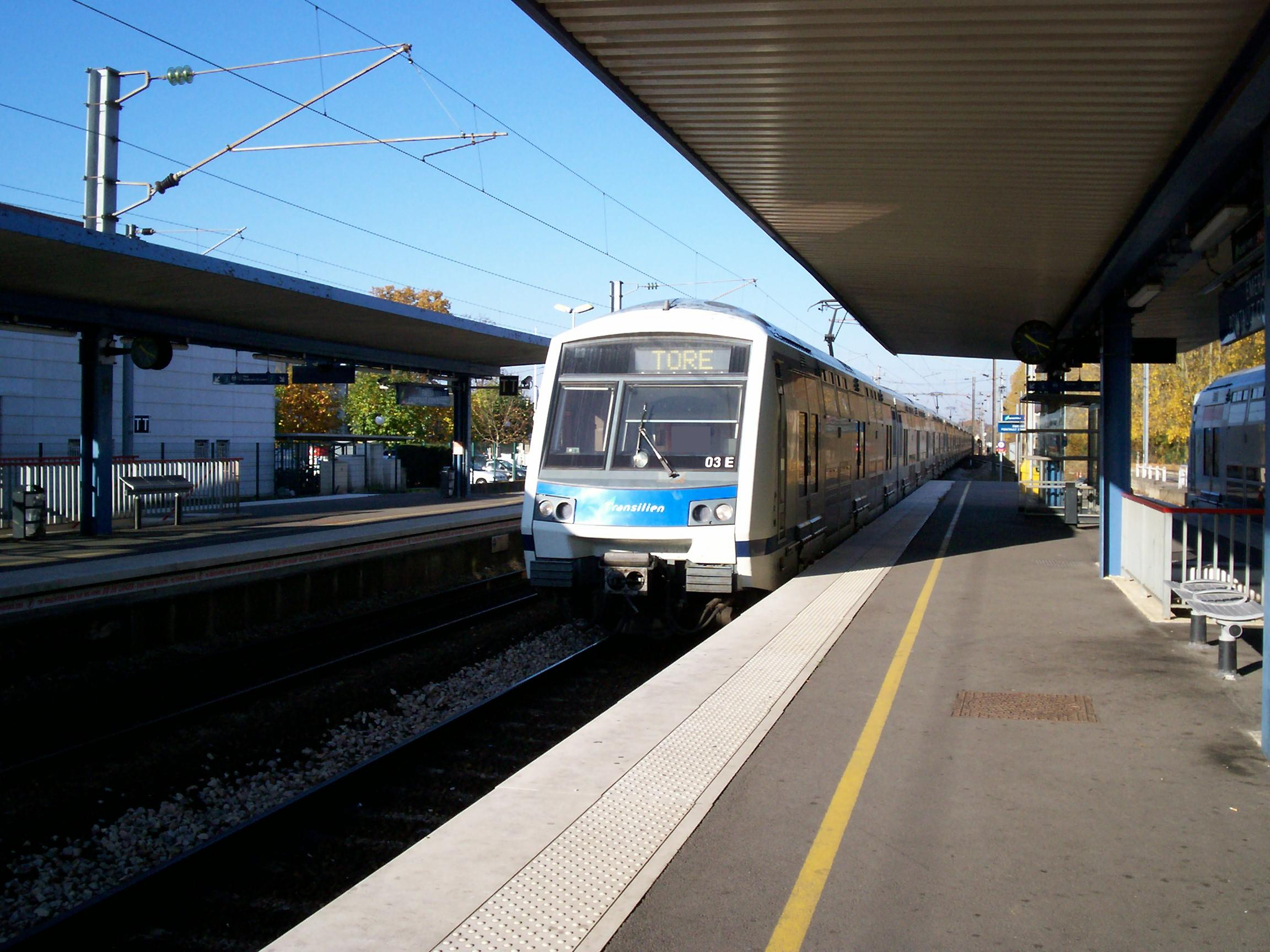
Le train TORE (renommé depuis TAVA) arrivant en gare d'Émerainville en direction de Tournan.
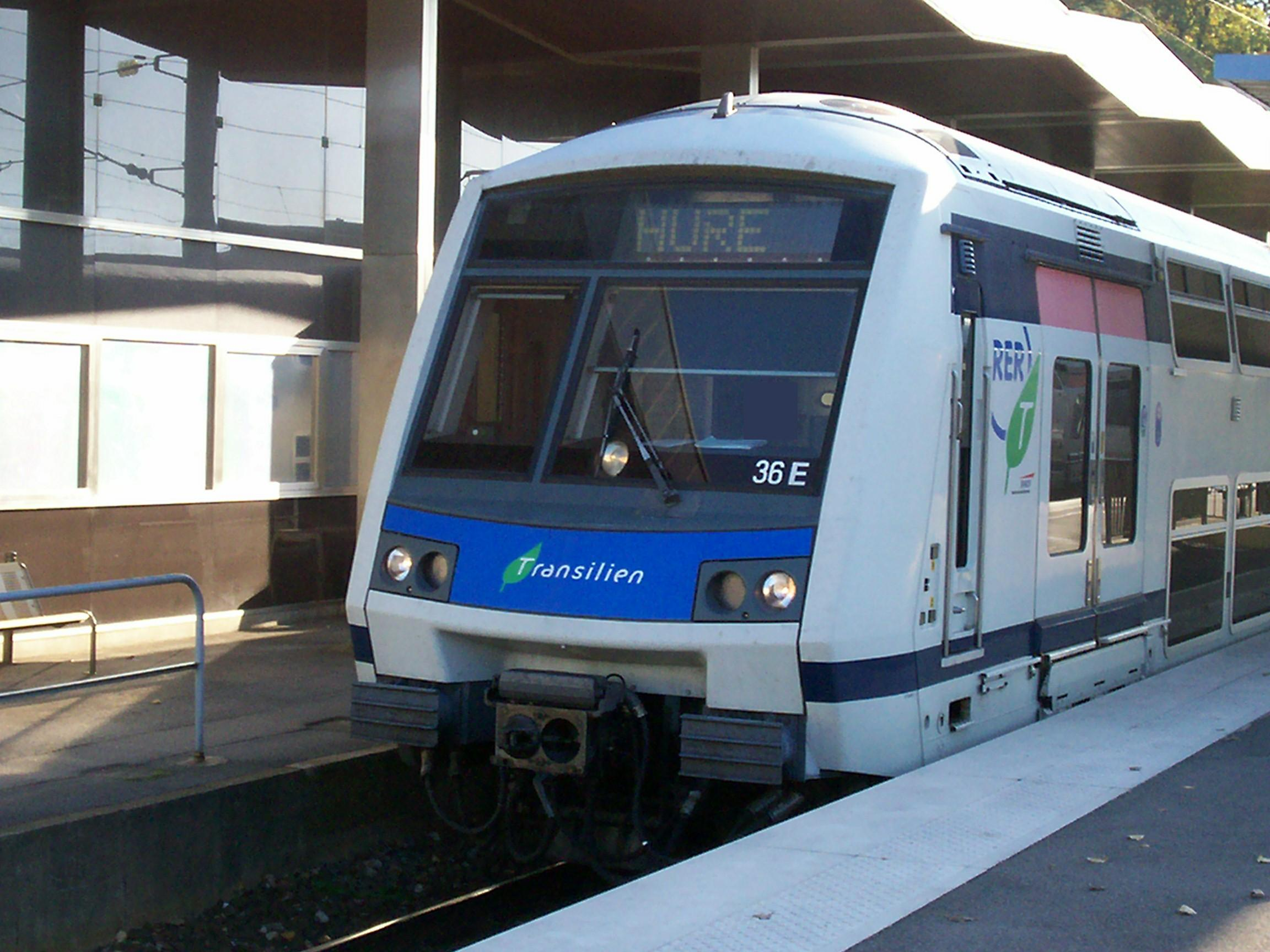
Le train HURE au départ d'Émerainville en direction d'Haussmann - Saint-Lazare.
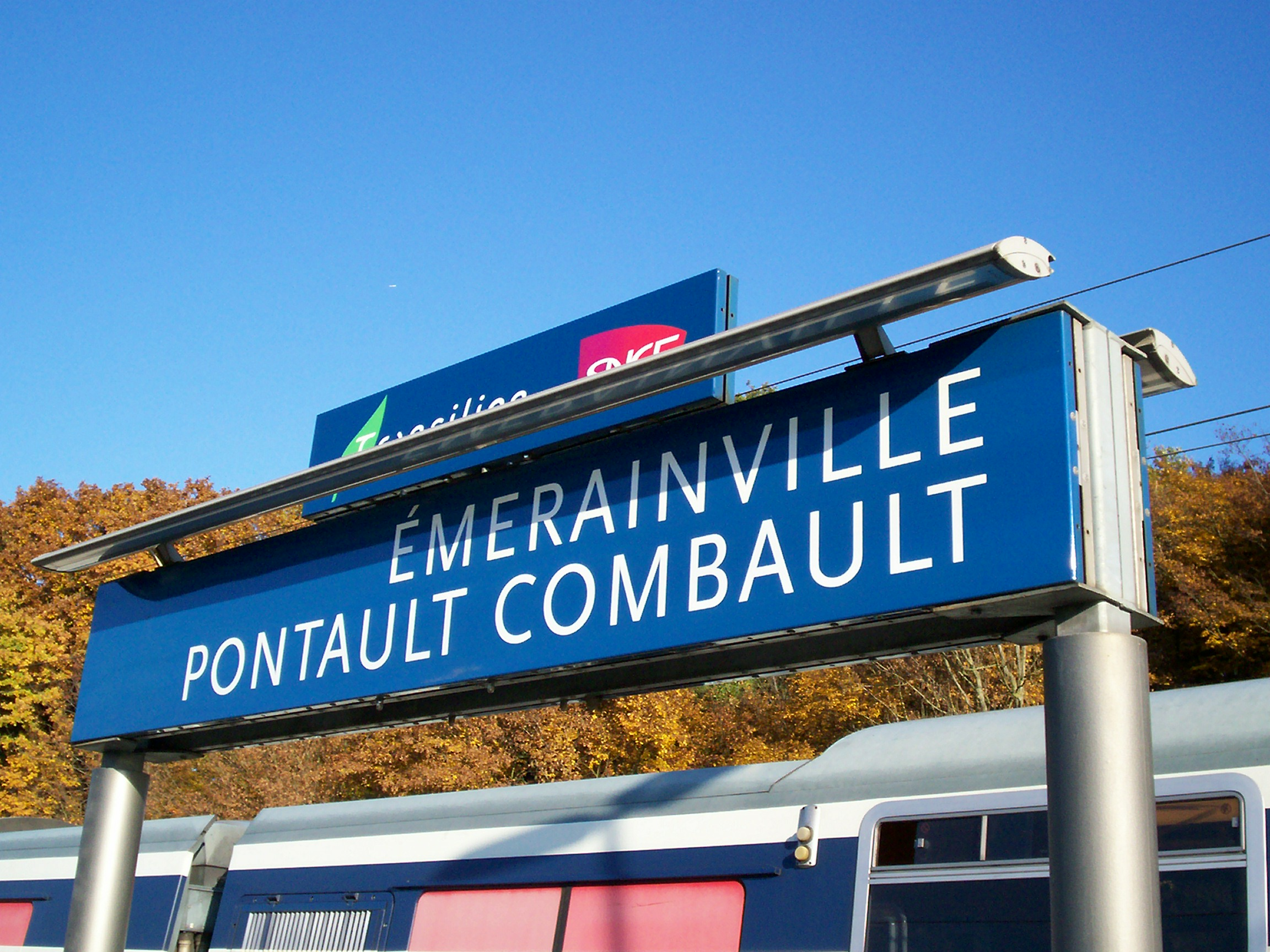
Signalétique de la gare.
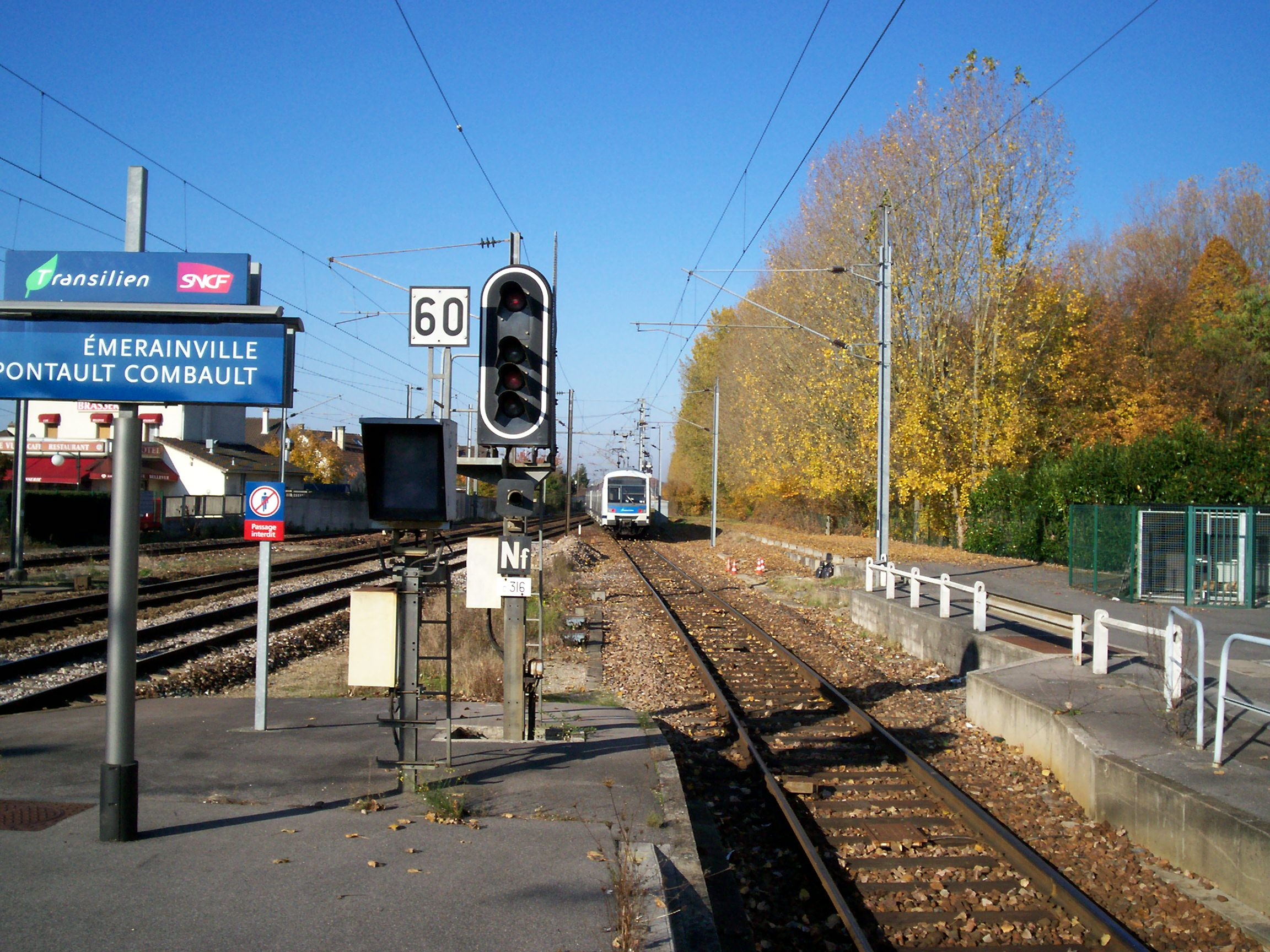
Une rame sur la jonction des voies lentes avec les voies directes.